# Зайсанское месторождение меди
Зайсанское месторождение меди расположено в Шуском районе Жамбылской области, в 55 км к северо-западу от г. Шу. Разработка является одной из древнейших на территории Казахстана.

## Описание месторождения
Рудное поле сложено интрузивными породами ордовика: комплексом кварцевых сиенит-диоритов и биотитовых гранитов. Система разломов разбивает территорию на блоки, на стыках которых рудные породы представлены дайками из микродиоритов и диабазовых порфиритов. Рудные тела имеют вид жил и линз длиной до 550—1700 м и мощностью 0,9—13 м. Основные минералы: кварц-магнетит, гематит-магнетит, кальцит-магнетит-халькопирит, пирит и молибденит. Мощность зоны окисления — 10—200 м, глубина — 30—40 м, иногда до 100 м. В ней встречаются самородная медь, куприт, тенорит, псиломелан, малахит, хризоколла.
Помимо меди, Зайсанское месторождение содержит запасы таких полезных компонентов, как молибден, железо, серебро, селен, германий, рений, теллур, золото. Однако несмотря на широкий спектр полезных ископаемых, оно относится к группе месторождений с небольшими запасами.

## История разработки
Медь Зайсанского месторождения была обнаружена ещё во времена энеолита. Первые современные попытки промышленного освоения производились в начале XX в. (1906—1915 гг.) английскими концессионерами. Систематические же геологоразведочные работы ведутся с 1950 года.